# Mạch

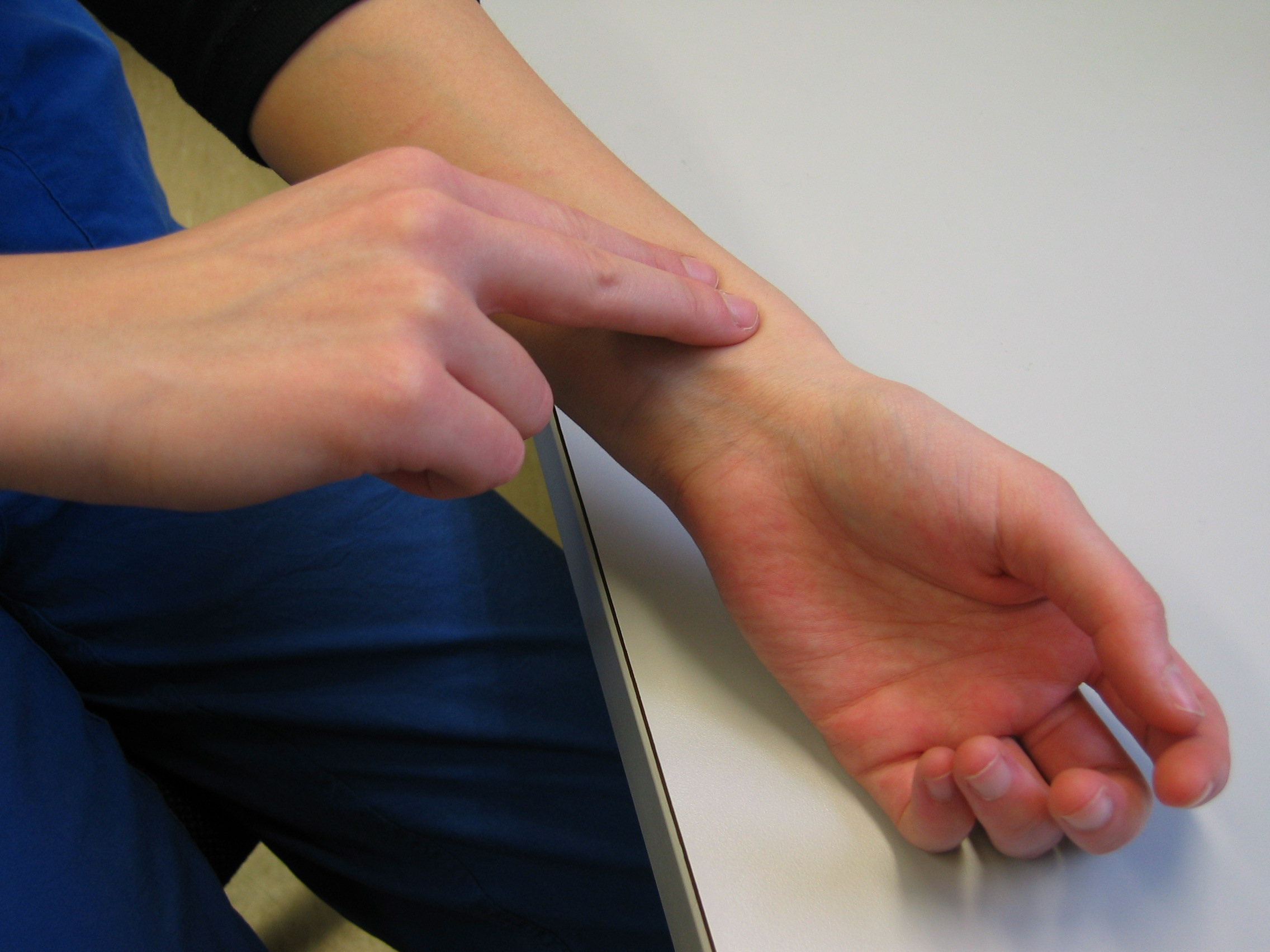
Đo mạch ở động mạch quay.

Trong y học, mạch đại diện cho mức độ hoạt động  động mạch của nhịp tim đo bằng các ngón tay. Mạch có thể được cảm nhận và đo ở bất kỳ chỗ nào mà một động mạch đi nông (sát bề mặt da cơ thể), chẳng hạn như cổ (động mạch cảnh), phía trong khuỷu tay (động mạch cánh tay), ở cổ tay (động mạch quay), ở háng (động mạch đùi), phía sau đầu gối (động mạch khoeo), gần khớp mắt cá (động mạch chày sau) và ở chân (động mạch mu chân). Mạch (hoặc số lượng xung động mạch mỗi phút) tương đương với việc đo nhịp tim. Nhịp tim cũng có thể được đo bằng cách nghe trực tiếp nhịp đập của tim (thính giác), thường bằng cách sử dụng ống nghe và đếm số nhịp trong một phút. Nhân viên y tế dùng 3 ngón tay để đo mạch. Nguyên nhân là do: ngón tay trỏ gần tim nhất giúp giấu áp lực của mạch, ngón giữa được sử dụng để ước lượng huyết áp, và ngón tay xa nhất đến tim (thường là ngón nhẫn) sử dụng để vô hiệu hóa mạch trụ khi động mạch trụ và quay được kết nối thông qua cung động mạch gan tay (nông và sâu). Nghiên cứu về mạch được biết đến với tên gọi là khoa nghiên cứu mạch (sphygmology).